# ژوستینیان

سولیدوس طلایی امپراتور تیبریوس دوم (حکومت: ۵۷۴–۵۸۲). با وجود توطئه‌های مکرر ژوستینیان علیه تیبریوس برای سرنگونی‌اش، امپراتور ژوستینیان را عفو کرد.

ژوستینیان (به لاتینی: Iustinianus، به یونانی: Ἰουστινιανός) نجیب‌زاده و ژنرال روم شرقی، بیزانس (۵۲۵–۵۸۲ میلادی) و همچنین عضوی از سلسله ژوستینیان که به عنوان یک سرباز، خدمات زیادی را در بالکان و علیه سلسله ساسانیان، در شرق انجام داد. ژوستینیان در اواخر عمر بر ضد امپراتور تیبریوس دوم کنستانتین خروج کرد و شکست خورد.